# Ginnungagap

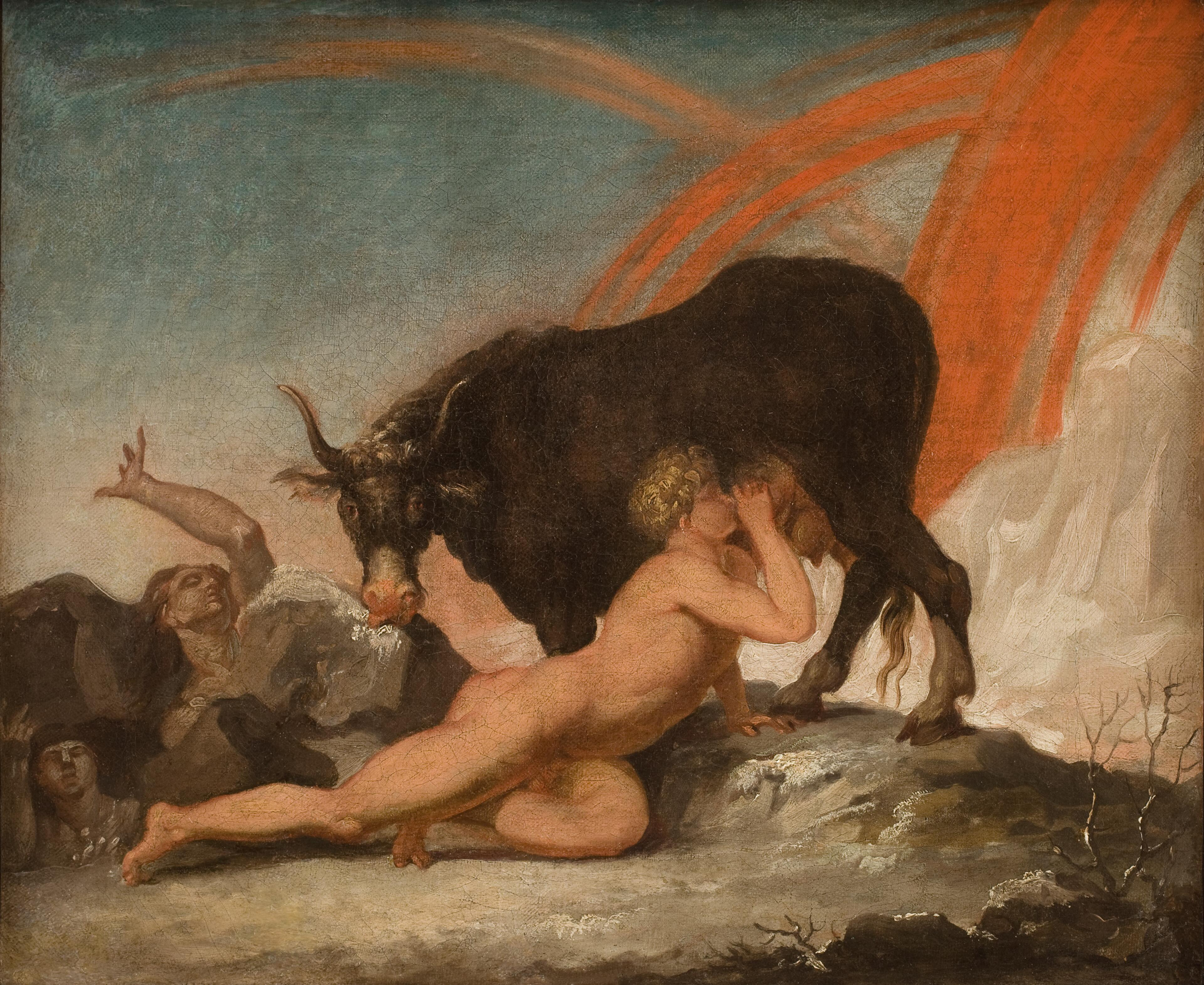
Nikolai Abraham Abildgaard: Ymir szopja Audhumblát

Ginnungagap az üresség a Muspellheim és a Niflheim között, a kezdeti káosz jelképe a skandináv mitológiában. Amikor a hőség a Muspelheimből találkozott a zúzmarával a Niflheimből, a Ginnungagapban megszületett az ősóriás Ymir és az őstehén Audhumbla.
Az Eddában ez áll az akkori állapotról:
Rege-időn rég,

Ymir élt akkor,

nem volt homok, se tenger,

se hideg habok,

föld nem terült,

se fölöttünk ég,

nyílt varázsnyiladékban

fű nem feslett.
Három őserő hatott az űrben: a hideg, a meleg és a teremtő bölcsesség. A Ginnungagaptól északra eredt a hideg forrása, a Hvergelmir, ami mindent fagyossá tett maga körül. Délre eredt a meleg forrása, amit Urd forrásának neveznek. A kettő között, a Ginnungagap alatt eredt a teremtő bölcsesség forrása, amely olyan mély, hogy Odin elméje sem tudja felmérni. Ezt a forrást nevezték el később Mimir kútjának. Ott volt a mag amiből az Yggdrasil nőtt ki, s amelyiket Mimir fájának is neveznek.

## Fordítás
- Ez a szócikk részben vagy egészben  a   Ginnungagap című svéd Wikipédia-szócikk fordításán alapul.  Az eredeti cikk szerkesztőit annak laptörténete sorolja fel. Ez a jelzés csupán a megfogalmazás eredetét és a szerzői jogokat jelzi, nem szolgál a cikkben szereplő információk forrásmegjelöléseként.
- Ez a szócikk részben vagy egészben  a   Ginnungagap című angol Wikipédia-szócikk fordításán alapul.  Az eredeti cikk szerkesztőit annak laptörténete sorolja fel. Ez a jelzés csupán a megfogalmazás eredetét és a szerzői jogokat jelzi, nem szolgál a cikkben szereplő információk forrásmegjelöléseként.